# DH5α
DH5α（可簡寫作DH5a）是一種生物實驗室常用的高效率感受態細胞，由經過改造的大腸桿菌（E. coli）製得。DH5a含有三個突變：recA1、endA1、lacZM15。recA1突變使得多肽recA160位的甘氨酸（Gly）替換爲天冬氨酸（Asp），使重組酶失活，封鎖了同源重組。endA1突變使得一種細胞內內切酶失活，阻止了進入細胞的質體解體。lacZM15則使得研究者可以使用藍白斑篩選法篩選轉化後的DH5a。
DH5α中的DH是指該感受態的發明人道格拉斯·哈纳漢（Douglas Hanahan）。